# شهرستان کینگ ویلیام (ویرجینیا)
شهرستان کینگ ویلیام، ویرجینیا (به انگلیسی: King William County, Virginia) یک سکونتگاه مسکونی در ایالات متحده آمریکا است که در ویرجینیا واقع شده‌است.

## خصوصیات
شهرستان کینگ ویلیام ۷۴۰٫۷۴ کیلومترمربع مساحت دارد.